# ۱۸ شعبان
۱۸ شعبان، هجدهمین روز از ماه شعبان در تقویم هجری قمری است.
در تقویم هجری قمری قراردادی این روز دویست و بیست و پنجمین روز سال است.

## درگذشتگان
- ۱۳۸۸ - حسن حُسنی عبدالوهاب، تاریخ‌نگار، سیاستمدار و ادیب تونسی.